# Christopher Tärnström
Christopher Tärnström (Upsala, 20 de mayo de 1711-Con Dao, 4 de diciembre de 1746 o 1 de diciembre de 1746) fue un naturalista, explorador, y pastor luterano sueco.
Tärnström siguió estudios de teología en la Universidad de Upsala a partir de 1724, pero se convirtió en discípulo de Carlos Linneo. En 1739, fue ordenado pastor luterano, enseñando en Östhammar; y también lo hizo en Vaxholm desde 1741.
En febrero de 1746, Tärnström fue de los primeros discípulos de Linneo en ir al Sudeste Asiático. Así participó como limosnero de a bordo del navío Calmar en una expedición de la Compañía sueca de las Indias Orientales con destino a Cantón. Antes de llegar, ya estudió la flora de Java y del archipiélago de Poulo Condor, a lo largo de la Cochinchina, donde el barco permaneció atrapado durante varios meses debido a monzones. Tärnström cayó enfermo y murió antes de la partida del Calmar hacia China.
Tärnström escribió un diario sobre su viaje. Y se publicó bajo el título en resa mellan Europa och sydostasien år 1746.

## Eponimia
Géneros
- (Pentaphylacaceae) Ternstroemia (L.) Mutis ex L.f.[1]
- (Theaceae) Ternstroemiopsis Urb.[2]